# Fatal Embrace
Fatal Embrace ist eine Berliner Thrash-Metal-Band, die im Jahr 1993 unter dem Namen Nosferatu gegründet wurde, sich im Jahr 1995 wieder auflöste und 1997 neu formierte.

## Geschichte
Die Band wurde im Jahr 1993 unter dem Namen Nosferatu gegründet. Vier Wochen später nannte sich die Band dann in Fatal Embrace um. Im Jahr 1994 veröffentlichten sie das Demo Death’s Embrace. Außerdem folgten die ersten Auftritte zusammen mit Postmortem und Necrosist. Im Jahr 1995 folgten weitere Auftritte zusammen mit Armoured Angel und Enslaved. Von diesem Konzert wurde außerdem ein Video namens Live im Huxley’s erstellt. Außerdem spielte die Gruppe noch mit anderen Bands wie Disharmonic Orchestra, Blood, Fleshless, Dementor, Orth und Living Sorrow. Im Sommer des Jahres löste sich die Band aufgrund musikalischer und persönlicher Differenzen vorerst auf.
Im Jahr 1997 fand die Band erneut zusammen, wobei teilweise Neubesetzungen stattgefunden hatten. Das Jahr verbrachte die Gruppe mit dem Schreiben neuer Lieder. Im Jahr 1998 wurde das Demo The Way to Immortality veröffentlicht.  Zudem steuerte die Band ein Lied für den CD-Sampler des Ablaze-Magazins bei und spielte Konzerte mit Grave Digger, Molly Hatchet und Ferox.
Im Jahr 1999 folgte mit The Ultimate Aggression ein weiteres Demo. Dadurch erreichte die Band einen Vertrag mit Gutter Records. Außerdem hielt die Bands weitere Konzerte mit Bands wie Destruction, Necronomicon, Desaster, Metal Church, Witchburner, Krisiun und Eminenz. Im Jahr 2000 wurde das Debütalbum The Ultimate Aggression veröffentlicht. Das Album erschien dabei auch in den USA, jedoch über Pavement Music. Außerdem hielt die Bands Auftritte zusammen mit Destillery, Trimonium, Wotan, Moshquito, Manos und Warhead. Zudem unterstützte sie in Berlin die Bands Halford und Overkill.
Im Jahr 2001 begab sich die Band mit Produzent Harris Johns in das Spiderhouse-Studio, um das nächste Album aufzunehmen. Zudem trennte sich die Band von ihrem Label, sodass die Single Returned to Hell ohne Unterstützung eins Labels veröffentlicht wurde. Im selben Jahr spielte die Band außerdem Konzerte zusammen mit Legacy, Seirim, Disruptor, Quasimodo, Anael, Caedes und  Mortal Passion, sowie eine kleine Tour mit Formel 1 und Gorgons Eyes. Im Jahr 2002 erreichte die Band einen Vertrag bei Bruchstein Records, über das die Band das nächste Album namens Legions of Armageddon veröffentlichte. Zudem hielt die Band einen Auftritt auf dem polnischen Splash Open Air, zusammen mit Sinister und Grave. Außerdem spielten sie auf dem Fuck the Flut, zusammen mit Bands wie Saxon, Benediction, Grave, Iron Savior, Powergod und Doro. Des Weiteren spielten sie Konzerte mit Unpure, Morrigan und Eminenz. Die Band hielt in diesem Jahr zudem eine fast dreiwöchige Tour durch Europa, zusammen mit Holy Moses und Desaster.
Im Folgejahr trennte sich die Band von ihrem Label und unterschrieb einen Vertrag bei MDM Berlin. In diesem Jahr spielte die Band auf verschiedenen Festivals wie dem United Metal Maniacs Metal Meeting, dem Fuck the Commerce und dem Thrash ’Til Death Festival. Zudem spielte die Band mit anderen Bands wie Metal Inquisitor, Desaster, Menhir, Repent, Dismember, Benediction, Merciless, Final Breath, Necronomicon, Night in Gales, Hellish Crossfire, Delirious, Goddess of Desire, Stos, Hypnos und Sabbat.
Im Jahr 2004 begann die Band mit dem Schreiben von neuen Liedern und veröffentlichte die Single Assassination. Außerdem spielte die Band zusammen mit anderen Bands wie Master, Reckless Tide, Maggots, Onkel Tom Angelripper, Vortex, Torment, Endstille und Stormwarrior.
Außerdem begab sich die Band zusammen mit Tom Angelripper ins Studio, um Backing-Vocals zu seiner DVD beizusteuern. Auf dem Berliner Antichristmas Metalmeeting trat die Band zusammen mit Sodom auf.
Im Jahr 2005 nahm die Band unter der Leitung von Harris Johns ein weiteres Album auf. Außerdem spielte die Band Konzerte mit Enthroned, Necronomicon, Witchburner, Attacker, Heathen, Steelpreacher, Unrest und Fleshless. Außerdem ging die Band zusammen mit Sodom und Vendetta auf Tour. Aus der Tour entstand die Single-Veröffentlichung Born in Blasphemy. Außerdem spielte die Band in diesem Jahr zusammen mit Destruction und Candlemass.
Im Jahr 2006 spielte die Band auf verschiedenen Festivals zusammen mit Endstille, Trimonium, Thrudvangar, Soul Demise, My Cold Embrace und Bellgrave. Zudem hielt die Band eine Tour durch Europa zusammen mit Sodom, Assassin und Panzer Faust. Dabei spielten sie auch im polnischen Breslau, wobei die Bands Turbo und Holy Moses noch zusätzlich vertreten waren. In diesem Jahr erschien außerdem das Album Dark Pounding Steel über Pure Steel Records. Die Reaktionen der Fans und der Metal-Magazine waren sehr euphorisch und die Band bekam viele Interview-Anfragen. Bei der Veröffentlichungsparty spielte dabei Bands wie Jaguar und Vortex.
Im Jahr 2007 nahm die Band ein Lied für einen Tribute-Sampler für die Band Tankard auf. Der Sampler erschien über AFM Records. Die Band spielte Konzerte in Frankreich und Deutschland zusammen mit Hirax, Goddess of Desire, Nuclear Warfare, Resistance, Debauchery, Sabaton, Ravage, Stormrider, Palace, Inquisition, Morrigan, Darkened Nocturn Slaughtercult, Setherial, Warhammer, Törr und Hateful Agony. Die Band hielt außerdem einen Auftritt mit der Band Warrant. Im selben Jahr begann die Band außerdem mit dem Schreiben neuer Stücke.
Im Jahr 2008 spielte die Band auf Festivals und teilte dabei Bühnen mit Unleashed, Protector, Minotaur, Fleshcrawl, Eminenz, Jack Slater, Nuclear Warfare, Contradiction, Pessimist, Evil Warriors, Harmony Dies und First Aid. Außerdem nahm die Band ihr nächstes Album in diesem Jahr auf.
Im Jahr 2009 spielte die Band zusammen mit Witchburner auf der Chaos Empire Old School Thrash Nacht. Zudem war mit Pulverizatör ein neuer Schlagzeuger in der Band vertreten. Die Band spielte in Annaberg-Buchholz zusammen mit Sear Bliss und Dusken. Durch studio-technische Probleme verschob sich die Weiterbearbeitung des neuen Albums, wobei als Produzent erneut Harris Johns tätig war.
Im Jahr 2010 wurde Empires of Inhumanity über Metal Blade Records veröffentlicht. Nach fünf Jahren erschien am 20. November 2015 das Album Slaughter To Survive auf dem Label Iron Shield Records.

## Stil
Die Band spielt klassischen, schnell gespielten Thrash Metal, wobei sie mit anderen Bands des Genres wie Slayer verglichen wird.

## Diskografie
- 1994: Death’s Embrace (Demo, Eigenveröffentlichung)
- 1997: The Way to Immortality (Demo, Eigenveröffentlichung)
- 1999: The Ultimate Aggression (Demo, Eigenveröffentlichung)
- 1999: The Ultimate Aggression (Album, Gutter Records / Pavement Music (USA))
- 2001: Returned to Hell (Single, Eigenveröffentlichung)
- 2002: Legions of Armageddon (Album, Bruchstein Records)
- 2004: Assassination (Single, Eigenveröffentlichung)
- 2005: Assassination (Single, Eigenveröffentlichung)
- 2005: Dark Pounding Steel (Album, Pure Steel Records)
- 2010: The Empires of Inhumanity (Album, Metal Blade Records)
- 2015: Slaughter to Survive (Album, Iron Shield Records)
- 2019: Operation Genocide (Album, Iron Shield Records)
- 2025: Seventh Sadistic Serenade (Album, Iron Shield Records)